# Gierman Apuchtin
Gierman Nikołajewicz Apuchtin, ros. Герман Николаевич Апухтин (ur. 12 czerwca 1936 w Moskwie, Rosyjska FSRR, ZSRR, zm. w 2003) – rosyjski piłkarz, grający na pozycji napastnika, reprezentant ZSRR.

## Kariera piłkarska

### Kariera klubowa
Wychowanek klubów Metropoliten Moskwa i Lokomotiw Moskwa. W 1955 zadebiutował w pierwszym zespole Lokomotiwu Moskwa. W 1957 roku przeniósł się do CSK MO Moskwa, w którym występował przez 8 lat. Potem bronił barw wojskowych zespołów SKA Nowosybirsk i SKA Odessa. W 1968 zakończył swoją karierę piłkarską jako piłkarz Mietałłurga Lipieck.

### Kariera reprezentacyjna
1 czerwca 1957 zadebiutował w reprezentacji Związku Radzieckiego w spotkaniu towarzyskim z Rumunią zremisowanym 1:1. Łącznie rozegrał 5 meczów.

## Sukcesy i odznaczenia

### Sukcesy klubowe
- brązowy medalista mistrzostw ZSRR: 1958, 1964

### Sukcesy reprezentacyjne
- mistrz Europy: 1960
- uczestnik mistrzostw świata: 1958

### Sukcesy indywidualne
- król strzelców CSKA Moskwa: 10 goli (1958), 9 goli (1959)
- wybrany do listy 33 najlepszych piłkarzy ZSRR: Nr 3 (1956, 1957, 1959, 1960)

### Odznaczenia
- tytuł Mistrza Sportu ZSRR: 1959